# Massive open online course
A Massive open online course, rövidítve MOOC tömeges nyílt online kurzus, és olyan webes kurzusokat sorolunk ide, amelyek a korlátlan részvételt és online hozzáférést biztosítanak az interneten keresztül egy egyetemi előadáshoz alapesetben ingyenesen.
A korai MOOC-ok gyakran hangsúlyozták a nyílt hozzáféréshez kapcsolódó jellemzőket – mint
például a tartalomhoz, a struktúrához vagy a tanulási célokhoz való nyílt hozzáférést – azzal a
céllal, hogy támogassák az erőforrások ismételt felhasználását és feldolgozását. Számos később
létrejött MOOC már zárt licenceket is alkalmaz az oktatási anyagokra úgy, hogy azokhoz a
hallgatók ugyan ingyen hozzáférhetnek, de mindez regisztrációhoz kötött.

## A MOOC fogalma
A fogalom mára már letisztult az angol nyelvű szakirodalomban: a tömeges nyílt online kurzusok
olyan internetes kurzusok, amelyek a korlátlan
részvételt és online hozzáférést biztosítanak a web segítségével. Továbbá a tradicionális kurzus
anyagokhoz (például órai videók, prezentációk, szövegek és esettanulmányok) képest számos
interaktív fórumot biztosít a felhasználóknak, támogatva ezáltal a tudásmegosztást, a
csoportmunkát, a kommunikációt a diákok a tanárok és az oktatást segítő személyzet között. 
A MOOC már 2008-ban megjelent az angolszász egyetemi gyakorlatban, de 2012-ben vált a
tanulás népszerű platformjává. Amennyiben a távoktatási elméletét és gyakorlatát is figyelembe
vesszük, akkor a MOOC egy aktuális, és széles körben kutatott fejlesztésnek tekinthető a
távoktatási tematikában is.
A MOOC akár a modern távoktatás, e-learning keretbe is beilleszthető, mint egy
következő technológiai építőkocka. Ez a megközelítés a „tömeges”, akár több ezer diák
kurzuslátogatása még alkalmazható is lenne, de a „nyílt és ingyenes” hívószavakra ebben a
modellben nem kapunk kielégítő magyarázatot.
A MOOC terjedésének sebessége pedig elsősorban pont a „nyílt és ingyenes” tényezőkön
múlhatott.

## A MOOC kialakulása
A MOOC a tradicionális tananyagokhoz (tankönyv, prezentációk, esettanulmányok) képest rövid órai videókat, és számos interaktív fórumot biztosít a felhasználóknak (önellenőrző tesztek), támogatva ezáltal a tudásmegosztást, a csoportmunkát, a kommunikációt a diákok a tanárok és az oktatást segítő személyzet között. A MOOC 2008-ban jelent meg, és 2012-ben vált a tanulás egy népszerű módjává, továbbá egy aktuális és széles körben kutatott fejlesztésnek tekinthető a távoktatásban.
A hagyományos oktatás–távoktatás alapján a MOOC akár a modern távoktatás, e-learning kereteibe is beilleszthető, mint egy következő technológiai építőkocka. Ez a megközelítés a „tömeges”, akár a több ezer diák kurzuslátogatása még alkalmazható is lenne, de a „nyílt és ingyenes” hívószavakra nem kapunk kielégítő magyarázatot.

## Platformok, szolgáltatók
A tömeges nyílt online kurzusokat számos szervezet (például egyetem, intézet vagy akár vállalat)
nyújt, a főbb szolgáltatók (platformok) között a felhasználók számát alapul véve a Coursera, az
Edx, a FutureLearn és az Udacity emelhető ki, magyar vonatkorású fejlesztésként pedig az Online iskola Archiválva 2021. október 20-i dátummal a Wayback Machine-ben weboldalán bemutatott OKSI (Online Knowledge System Innovation) rendszer emelhető ki.
Itt is az internetes kereskedelemben közkedvelt „hosszú farok elmélete” szerint tagozódnak a szereplők. Ezen a felsőoktatási–internetes piacon a milliós látogatottságú globális szereplők mellett
elférnek olyan kezdeményezések is, melyek egy-egy rést illetve részpiacot céloznak. Ilyen a
török, az olasz nemzeti platform vagy a Kárpát-medencei MOOC, azaz a K-MOOC, mely
magyar nyelvű kurzusokat kínál.

## Technológiai kihívások
Egyrészt számos MOOC alkalmaz videó felvételeket oktatásban, sokszor tantermi előadásokat,
klasszikus oktatási gyakorlatot digitalizálnak. Sokan tekintik a videókat és
egyéb MOOC által előállított tartalmakat a tankönyvek következő formájának, nem ritka a MOOC az új tankönyv kifejezés.
Azonban az is megállapítható, hogy a hallgatók
figyelme nem tartható fent hosszabb távon a képernyő előtt: a tantermi óra egyszerű rögzítése
zsákutca is lehet. A teljesítési igazolást igénylő hallgatók általában 6–9 perc után leállítják a
videókat. Egy másik adatsor szerint a hallgatók fele a 12–15 perces videókból legalább 4,4 percet
megnézett.
Másrészt a tömeges beiskolázás miatt a MOOC olyan technikai hátteret igényel, amely az
interakciók mellett biztosítja a tömeges visszacsatolás, azaz az ellenőrzés vagy a számonkérés
eszközét is. Az elmúlt években, köszönhetően innovatív pedagógiai elméleteknek és
módszereknek két megközelítés terjedt el: 
a tanuló közösségek által történő önellenőrzés és csoportos együttműködés
automatizált visszacsatolás: online tesztek, továbbá komplex írásbeli vizsgák automatizált 
osztályozása.
Az értékelést lehet az online környezetben a legnehezebben megvalósítani: itt a legnehezebb a
bizalom megteremtése és fenntartása, továbbá az online értékelési módok meglehetősen eltérnek
a klasszikus értékelési metodikától. A MOOC-ban ezért kiemelt figyelmet fordítanak a
felügyeletre és az esetleges csalások kiszűrésére.
A csoportos ellenőrzés (más hallgatók által történő ellenőrzés) minta válaszokra vagy
feleletválasztós kérdésekre épül, így az ellenőrző érdemben meg tudja ítélni, hogy hány pontot
adhat a különböző válaszokra. Az értékelési módszerek azonban nem lehetnek
annyira sokszínűek a csoportos ellenőrzés esetén, mintha oktatási szakszemélyzet végezné. 
Továbbá a csoportos ellenőrzés előnyei között szerepel, hogy azon a hallgatók körében, akik
másokat osztályoznak, az osztályozási folyamat tanulással is párosul, továbbá az ellenőrzők a
kurzussal kapcsolatban elkötelezettebbé válnak. A vizsgák akár
felügyelhetők regionális vizsgáztató központokban, vagy egyéb otthoni vizsgakövető technikai
eszközök is alkalmazhatók (webkamerák használata, egér használati vagy gépelési szokások,
mintázatok algoritmikus felismerése). Az elmúlt időszakban olyan speciális technikákat is
kidolgoztak, mint az adaptív (alkalmazkodó) tesztelés, ahol a tesztet a hallgató korábbi 
válaszai alapján személyre szabják, a hallgató tudásának megfelelő könnyebb vagy nehezebb
kérdések megjelenítésének segítségével.

## Üzleti modellezés
Az amerikai felsőoktatási intézmények gyakorlatában az elmúlt években kialakult egy új vezetői
pozíció, az online oktatási igazgató. Ez
arra enged következtetni, hogy a MOOC-kal kapcsolatos feladatok önállóan megjelennek
szervezeti oldalon is: az online nyílt oktatás szereplői megjelennek a szervezetben is.
Ahogyan az e-business nem egyenlő az elektronikus kereskedelemmel, vagy online marketinggel,
úgy maradt egy nyitott kérdés a következő évekre: a MOOC hosszabb távon csak egy újabb
technológiai újítás – a web2 beépülése a távoktatási gyakorlatba – vagy egy új üzleti modellel van
dolgunk, ami a szereplők számát, folyamatait végső soron a termékeket is átalakítja.